# Ridenominazione delle città in India
Il processo di ridenominazione delle città in India è iniziato con la fine dell'Impero britannico nel 1947 ed è in continua attuazione, anche se l'ultima città a cambiare ufficialmente nome è stata nel 2006. Ci sono state polemiche politiche per il processo di ridenominazione e non tutte le ridenominazioni proposte sono state effettivamente attuate. Ogni rinomina di una città indiana deve essere approvata dal governo centrale.

## Esempi rilevanti
Ecco la tabella delle maggiori città e distretti che sono state coinvolte nel processo di ridenominazione in ordine alfabetico:
| Nome attuale       | Nome precedente                      | Anno rinomina |
| ------------------ | ------------------------------------ | ------------- |
| Chennai            | Madras                               | 1996          |
| Guwahati           | Gauhati                              |               |
| Indore             | Indhur                               |               |
| Jabalpur           | Jubbulpore                           |               |
| Kannur             | Cannanore                            |               |
| Kanpur             | Cawnpore                             | 1948          |
| Kochi              | Cochin                               | 1996          |
| Kolkata            | Calcutta                             | 2001          |
| Kollam             | Quilon                               |               |
| Kozhikode          | Calicut                              |               |
| Mumbai             | Bombay                               | 1995          |
| Puducherry         | Pondicherry                          | 2006          |
| Pune               | Poona                                |               |
| Sagar              | Saugor                               |               |
| Shimla             | Simla                                |               |
| Thanjavur          | Tanjore                              |               |
| Thiruvananthapuram | Trivandrum                           | 1991          |
| Tiruchirappalli    | Trichinopoly                         |               |
| Tirunelveli        | Tinnevelly                           |               |
| Udhagamandalam     | Ootacamund                           |               |
| Vadodara           | Baroda                               | 1974          |
| Varanasi           | Banares                              | 1956          |
| Vijayawada         | Bejawada                             |               |
| Visakhapatnam      | Waltair precedentemente Vizagapatnam |               |

## Ragioni della ridenominazione
Ci sono diverse ragioni che hanno creato questo processo di ridenominazione delle città, che sono:
- regolazione dell'ortografia in lingua inglese dall'ortografia nella lingua locale (esempio: Simla a Shimla);
- per ritornare al nome locale da un nome inglese che deriva dall'originale;
- per passare da un nome di origine europea a un nome di origine indiana;
- per passare da un nome di origine persiana o araba ad un nome di origine indiana. (esempio: proposto il cambiamento di Ahmedabad a Karnavati).

## Popolarità dei nuovi nomi
La diffusione di questi cambiamenti di nome nell'uso della lingua inglese, varia. Per esempio, Chennai, Kolkata e Mumbai si sono diffusi, mentre Thiruvananthapuram (Trivandrum) no. In molte lingue diverse dall'inglese, i nomi nuovi delle città indiane, solo in parte di esse hanno raggiunto la popolarità di tutti; spesso, infatti, città come Chennai, Kolkata e Mumbai, sono ancora indicate come Madras, Calcutta e Bombay.
La cultura popolare usa ancora i nomi vecchi di città, anche anni dopo le modifiche.

## Nuove proposte di ridenominazione
| Nome attuale | Nome proposto           | Note                                                                                                 |
| ------------ | ----------------------- | --- |
| Ahmedabad    | Karnavati               | |
| Alibag       | Shribag                 | |
| Allahabad    | Prayag Tirth Raj Prayag | Proposta sia la forma abbreviata che la forma estesa del nome.                                       |
| Aurangabad   | Sambhajinagar           | |
| Bangalore    | Bengaluru               | Il processo di rinomina si è fermato a causa di ritardi da parte del Ministero dell'Interno indiano. |
| Bhopal       | Bhojpal                 | |
| Delhi        | Indraprastha            | |
| Hyderabad    | Bhagyanagaram           | |
| Indore       | Induru                  | Già modificata precedentemente da Indhur a Indore                                                    |
| Mughalsarai  | Deen Dayal Nagar        | |
| Mysore       | Mysooru                 | |
| Mangalore    | Mangaluru               | |
| Patna        | Pataliputra             | |
| R.T. Nagar   | Rath Nagar              | |